# Moulin de Thimougies
Le moulin de Thimougies est un moulin à vent située à Thimougies, section de la commune de Tournai dans la province de Hainaut en Belgique.

## Origines (XVIe-XXIe)
Le moulin du village fut construit au début du XVIe siècle. Il fut détruit une première fois en 1606 puis remis sur pied et renversé une seconde fois en 1782 par un ouragan. Il revit le jour 7 ans plus tard. D'abord utilisé comme moulin à farine, il servit ensuite de poste d'observation lors de la première guerre mondiale en raison de son excellente situation géographique, il se situe en effet sur une colline de 90 mètres d'altitude. À la suite de la guerre, il reprit sa première fonction. Laissé à l'abandon pendant plusieurs années il fut restauré en 1943.[réf. nécessaire].

## Destruction et reconstruction (2008-2022)

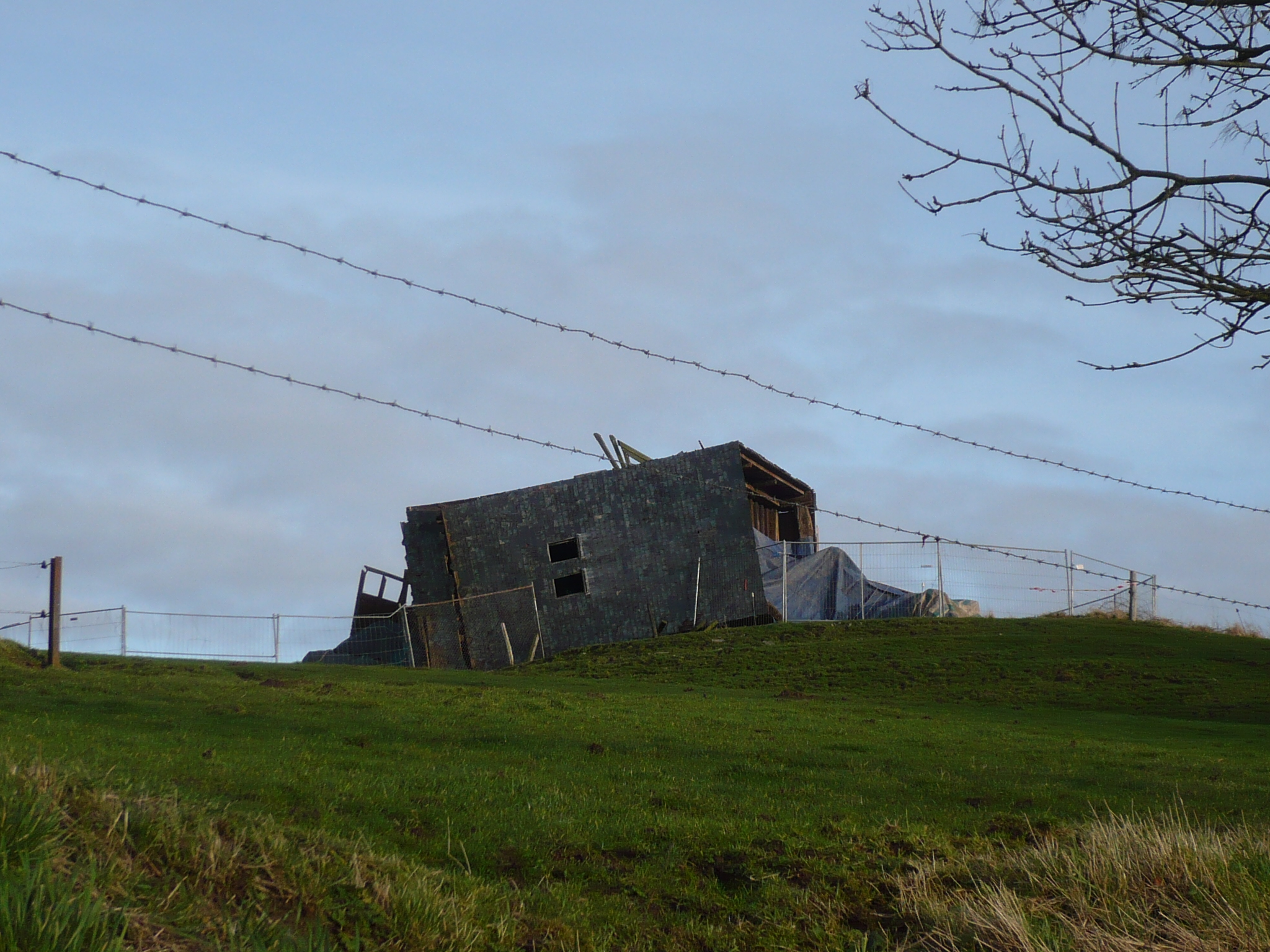
Le moulin après la tempête du 10 01 2008.

Le moulin classé, alors propriété de l'ASBL Fondation du Moulin de Thimougies est détruit par une tempête le 10 janvier 2008,.
La fondation s'accorde avec la commune de Tournai pour lui céder pour un euro symbolique les ruines et le terrain du moulin pour permettre à la commune de le reconstruire via des subsides puis de le rétrocéder à la fondation pour 99 ans, l'acte de vend a lieu le 9 juillet 2012.
En 2013, le conseil communal de Tournai approuve de le principe de reconstruction du moulin. Il est d'abord envisagé d'acheter un moulin à Furnes avant qu'en 2015 un accord ne soit trouvé entre la commune de Tournai et le Commissariat général au Tourisme pour subsidier la reconstruction à l'identique du moulin pour un budget de 598 000 €. Le permis d'urbanisme est introduit en 2017.
Le 3 mars 2022, la cage du moulin est installée sur le pivot.
L'inauguration du nouveau moulin a lieu le 2 avril 2022.